# 241P/LINEAR
241P/LINEAR, komet Jupiterove obitelji